# حي التضامن (دمشق)
حي التضامن بدمشق حي يقع جنوب العاصمة السوريَّة دمشق، يقطنه قرابة 200 ألف نسمة، يتوسط هذا الحي أحياء ومناطق كثيرة، فمن الغرب يقع مخيم اليرموك ومن الشرق بلدة ببيلا (حي سيدي مقداد) ومن الجنوب حي الحجر الأسود وبلدة يلدا، ومن الشمال، فيحده الزاهرة ودف الشوك.
كان عدد سكان الحي يُقدَّر بنحو 200 ألف نسمة في عام 2010، وينحدر جلّ سكانه من عرب الجولان والتركمان. أمَّا الآخرون، فينحدرون من محافظات السويداء وإدلب ودير الزور ودرعا، ويوجد في الطرف المقابل للحي شارع نسرين المحسوب على التضامن، ويعيش في هذا الحي عدد كبير من العلويين.
مع بداية الثورة السورية، تعمَّد نظام بشار الأسد تدمير الحي عن بكرة أبيه فلحقه دمار هائل نتيجة قصفه بمختلف الأسلحة، ممَّا أدى إلى تهجير أكثر من 95% من سكانه خلال في عام 2012 وعام 2013.

## التاريخ
مع اندلاع الثورة السورية في منتصف شهر مارس (آذار) 2011، انخرط حي التضامن مبكرًا في الحراك السلمي ضد نظام بشار الأسد، وشكّل أبناؤه المنحدرون من الجولان، ودرعا، ودير الزور، وإدلب نواة الثورة في الحي. وكبقية مناطق البلاد، قابل نظام الأسد هذه المظاهرات بعنفٍ مُفرط فوجَّه عناصر الأمن والمخابرات بفتح الرصاص الحيّ على المتظاهرين، وشنَّ حملات اعتقال تعسفي، مُتَّخذًا من شارع نسرين منطلقًا لعمليات جيشه وبؤرةً كبيرةً لاعتقال وتعذيب سكان المناطق المجاورة المناوئين لحكم عائلة الأسد. فكانت مليشيات شبيحة شارع نسرين الطائفية (التي سُمِّيت نسبة إلى حي نسرين الذي يسكن فيه عناصرها) بالاعتداء على الأهالي وتدمير ممتلكاتهم. كانت هذه المجموعة طائفية بامتياز فقد كان معظم أفرادها من العلويين، وكان جلّهم ينحدرون من محافظات اللاذقية وطرطوس وحمص. ويتبع أفرادها بشكل مباشر لإدارة المخابرات الجوية، رغم أنهم كانوا يتفاخرون بانتمائهم إلى الحرس الجمهوري.
تشير التقديرات إلى أن عدد شبيحة شارع نسرين كان يبلغ أكثر من 500 (حسب تقارير تعود لعام 2014)، وكان يعرف عن هذه العصابة الطائفية عدم تورعها عن ارتكاب شتّى أنواع الجرائم المختلفة، وامتناعهم عن مبادلة مختطفيهم. وشارع نسرين الذي يعيشون فيه، والواقع ضمن حي التضامن، تقطنه أغلبية متشددة من الطائفة العلوية، وهو يُعدّ ترسانة عسكرية وخزانًا بشريًا، ويعتبره النظام نقطة انطلاق إلى كل من التضامن والمخيمات ودف الشوك، وكان فيه معتقلات أسوأ من معتقلات النظام نفسه.
ومع ازدياد العنف ضد المتظاهرين، تشكّلت لجان من أبناء الحي رابطت على أطرافه، ولا سيما من اتجاه شارع نسرين، فعملت على حماية الأهالي وتأمين استمرار المظاهرات في الحي، وكان لمساجدها دور كبير حيث انطلقت المظاهرات من جامع علي بني طالب وسعد بن الربيع والزبير وجامع أمهات المؤمنين.
في بادئ الأمر، نُظِّمت المظاهرات أيام الجمعة، ثم أصبحت تُقام يوميًا في ساعات الصباح والمساء. اقتحمت قوات نظام الأسد الحي لأول مرة في شهر أغسطس (آب) عام 2011 بقيادة عصام زهر الدين، ونفّذت حملة اعتقالات واسعة طالت العشرات، غالبيتهم لم يُعلم مصيره.
وفي 10 أيلول (سبتمبر) 2012، وثَّقت الشبكة السورية لحقوق الإنسان ارتكاب قوات الأسد عددًا من الإعدامات الميدانية في الحي راح ضحيتها 20 شخصًا، تم التعرُّف على جثث 11 منهم. في يوم 26 تشرين الأول (أكتوبر) 2012، انفجرت سيارة مفخخة بالقرب من مؤسسة الحبوب في منطقة دف الشوك قرب حي التضامن، وكان هذا ثاني انفجار في تلك المنطقة خلال أقل من أسبوع. وكانت وكالة فرانس برس قد ذكرت أن التفجير استهدف مساكن لقوات أمن وشبيحة الأسد.
وقامت بحرق منازل المشاركين بالحراك الذين اضطروا للانسحاب إلى منطقة عسالي الورد المجاورة لمدة شهر ثم عادوا مجددًا في يوم الجمعة يوم 4 مايو عام 2012 التي شهدت مظاهرات يوم «جمعة إخلاصنا خلاصنا» فقامت قوات الأمن مساندة بشبيحة شارع نسرين باقتحام الحي وأطلقوا الرصاص على المنازل مما أدى لوقوع 7 شهداء وجريح أعدم ميدانيًا أمام أهله وأدى إلى سقوط أكثر من 20 جريحًا و150 معتقلًا وكسروا المحلات التجارية ونشروا القناصة على أسطح المنازل، ومنعوا الأهالي من الخروج لدفن شهدائهم فاضطروا لدفنهم بحديقة الحرية التي اقتحمتها قوات النظام لاحقاً ونبشت القبور وسحلت الجثث في الشوارع.
استمرّت المظاهرات إلى أن بدأت الحملة العسكرية التي أطلقها نظام الأسد ضد الحي يوم 15 يوليو 2012 تعرض فيها الحي لكل أنواع القصف بالهاون والمدفعية المتمركزة على جبل قاسيون و بالطيران المروحي مما أدى إلى نزوح الأهالي خارجاً
ومن الجدير بالذكر أن عصابات شبيحة شارع نسرين من العلويين قاموا بإغلاق المنفذ الشمالي للحي حاملين الأسلحة البيضاء من سيوف وسكاكين وسواطير لمنع خروج أحد من الأهالي السنَّة، وهو ما اضطرهم إلى النزوح باتجاه مخيم اليرموك والمبيت في الشوارع والحدائق رغم فتح المدارس لإيواء النازحين لكن كانت الأعداد أكبر من قدرة المدارس.
عمدت ميليشات شبيحة شارع نسرين على الانتقام من أهالي الحي من أبناء الغالبية السنّية حيث قاموا بتفخيخ المنازل وتفجيرها، وخصوصًا تلك الواقعة في منطقة جامع علي بن أبي طالب وشارع دعبول. كما قاموا بسرقة ونهب محتويات المنازل قبل تفجيرها. وكانت تباع المسروقات في سوق السُّنة الواقع ضمن منطقة الكباس في الدويلعة. وفي أواخر عام 2012 يوم 17 ديسمبر، استهدف طيران الأسد مسجد عبد القادر الحسيني الذي كان ملجأ للمهجرين لتقع مجزرة راح ضحيتها أكثر من 150 شهيدًا ومئات الجرحى، العديد منهم من أبناء مخيم اليرموك. بدأ حصار حي التضامن وباقي المنطقة الجنوبية في نفس الشهر حيث منع إدخال الخبز أو أي مواد غذائية. وفي 2013، أعلنت المنطقة كمنطقة منكوبة.
وعلى خلفية هذه حملة الإبادة الممنهجة التي شنَّها نظام الأسد على أهالي التضامن، تشكَّلت في هذه الفترة عدة فصائل ثورية مثل كتيبة شهداء التضامن، التي لم يُعرف بالضبط تاريخ تأسيسها، حيث ظهرت إعلاميًا للمرة الأولى يوم 16 كانون الأول (ديسمبر) عام 2012.
وفي 12 آذار (مارس) عام 2013، أعلن عدد من الوجهاء والقوى الثورية والمدنية والإعلامية عن تشكيل المجلس المحلي في حي التضامن لإدارة شؤون الحي.
قضى العديد من سكان الحي بسبب الجوع والعطش وانعدام الخدمات الصحية وفي يوم 5 يناير 2014، تدفق المئات من اهالي الحي صوب حاجز علي الوحش بعد إعلان نظام الأسد فتحه لمن أراد الخروج، فقتلت الميليشات الطائفية الموالية للنظام العشرات منهم بما يعرف بمجزرة علي الوحش، واعتقلت نحو 1500 مدني ما زال مصيرهم مجهولًا.
في شهر آذار (مارس) 2015، كانت منطقة جنوب دمشق بمعظمها خارج سيطرة الأسد، عدا منطقة السيدة زينب والقرى المحيطة بها، في حين كانت أحياء القدم، وبرزة البلد، والتضامن، ومخيم اليرموك، والعسالي، والحجر الأسود، وبلدات ببيلا وبيت سحم ويلدا وغيرها تابعة لسيطرة فصائل الجيش الحر، حيث استطاع الأخير السيطرة على أجزاء واسعة من التضامن، وكان من أبرز الفصائل المتواجدة داخله كل من جبهة أنصار الإسلام، وجبهة الشام الموحدة، ولواء ثوار دمشق، وفرقة تحرير الشام، وشُكِّلت هذه الفصائل في المجمل من أبناء الحي نفسه.
تعرضت منطقة سليخة الواقعة على الجانب الشرقي من الحي للتدمير بالكامل.
وفي ديسمبر 2017، سيطر تنظيم الدولة الإسلامية (داعش) على الحي وبقي في حالة كر وفر مع النظام حتى خروجه منه عام 2018. تعرض باقي السكان إلى التهجير باتجاه مناطق درع الفرات.
كشفت صحيفة الغارديان البريطانية عن شريط مصوّر مسرّب يظهر إحدى المجازر التي ارتكبتها ميليشات شبيحة شارع نسرين في الحي خلال شهر أبريل (نيسان) من عام 2013. قامت ميليشيات شبيحة شارع نسرين بإشراف مجرم الحرب أمجد يوسف بقتل 288 مدنيًا رميًا بالرصاص ودفنهم في مقبرة جماعية. وقعت المجزرة في في شارع دعبول مقابل مسجد عثمان.

## التركيبة السكانية
رغم أغلبيته السُنّية، إلَّا أن طوائف أخرى تقطن التضامن كالعلويين المتمركزين بشارع نسرين (اشتُهر هذا الشارع خلال الثورة السورية بانتشار عصابات شبيحة شارع نسرين التابعة لنظام الأسد)، والدروز، وبعض العائلات المرشدية والإسماعيلية، بالإضافة إلى حي التركمان.